# Jūratė Lažauninkaitė
Jūratė Lažauninkaitė (* 1965) ist eine litauische Badmintonspielerin. 

## Karriere
Jūratė Lazauninkaitė siegte 1982 und 1983 bei den litauischen Juniorenmeisterschaften im Damendoppel mit Jūratė Markaitytė. Im letztgenannten Jahr gewannen sie gemeinsam auch die Damendoppelkonkurrenz bei den Erwachsenen. Sie war Mitglied im Club Kauno BK in Kaunas.

## Sportliche Erfolge
| Saison | Veranstaltung                    | Disziplin   | Platz | Name                                     |
| ------ | -------------------------------- | ----------- | ----- | ---------------------------------------- |
| 1982   | Litauen: Juniorenmeisterschaften | Damendoppel | 1     | Jūratė Markaitytė / Jūratė Lazauninkaitė |
| 1983   | Litauen: Juniorenmeisterschaften | Damendoppel | 1     | Jūratė Markaitytė / Jūratė Lazauninkaitė |
| 1983   | Litauen: Einzelmeisterschaften   | Damendoppel | 1     | Jūratė Markaitytė / Jūratė Lazauninkaitė |